# Hans Coppi junior

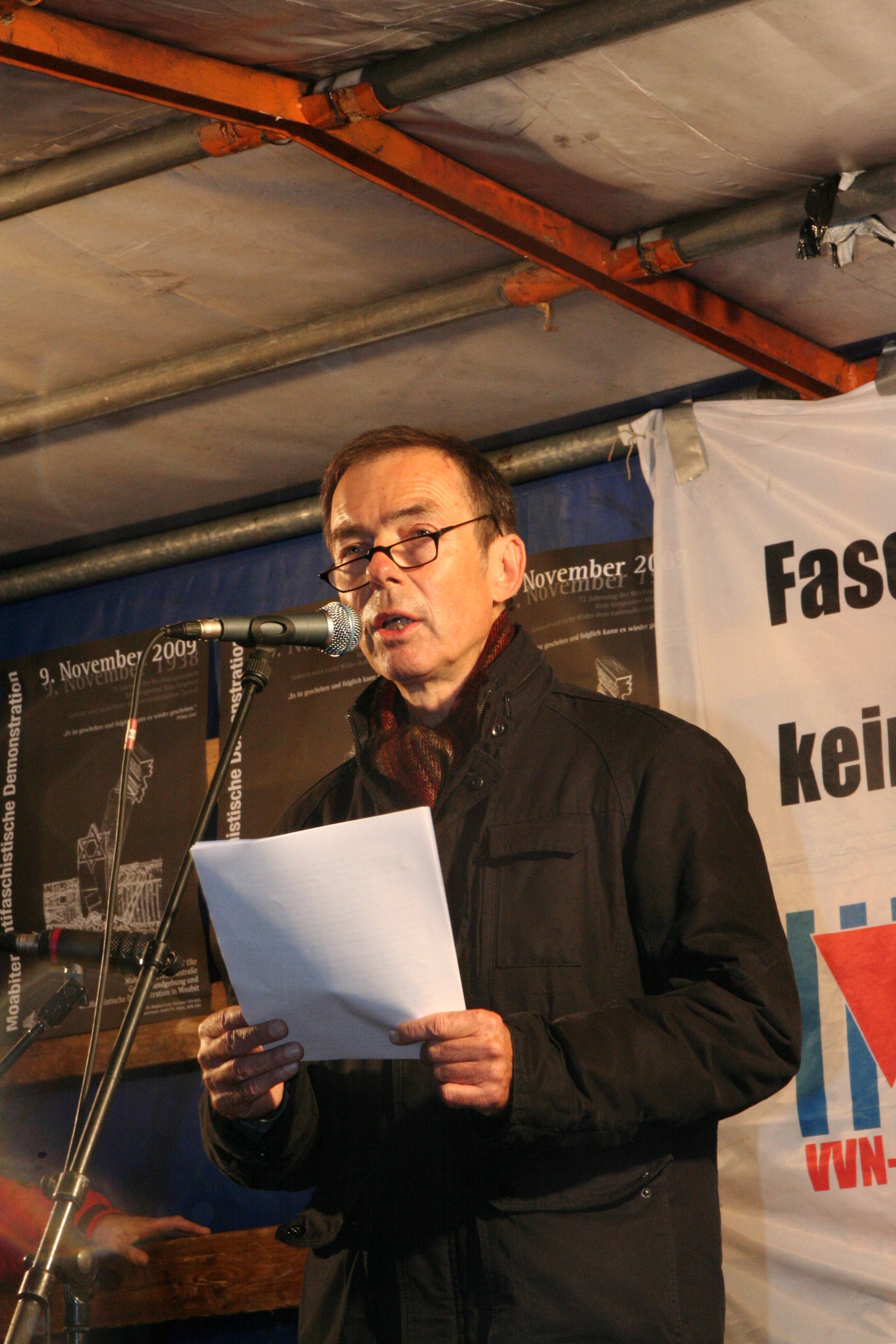
Coppi bei einer Kundgebung in Berlin-Moabit zum 71. Jahrestag der Novemberpogrome, 2009

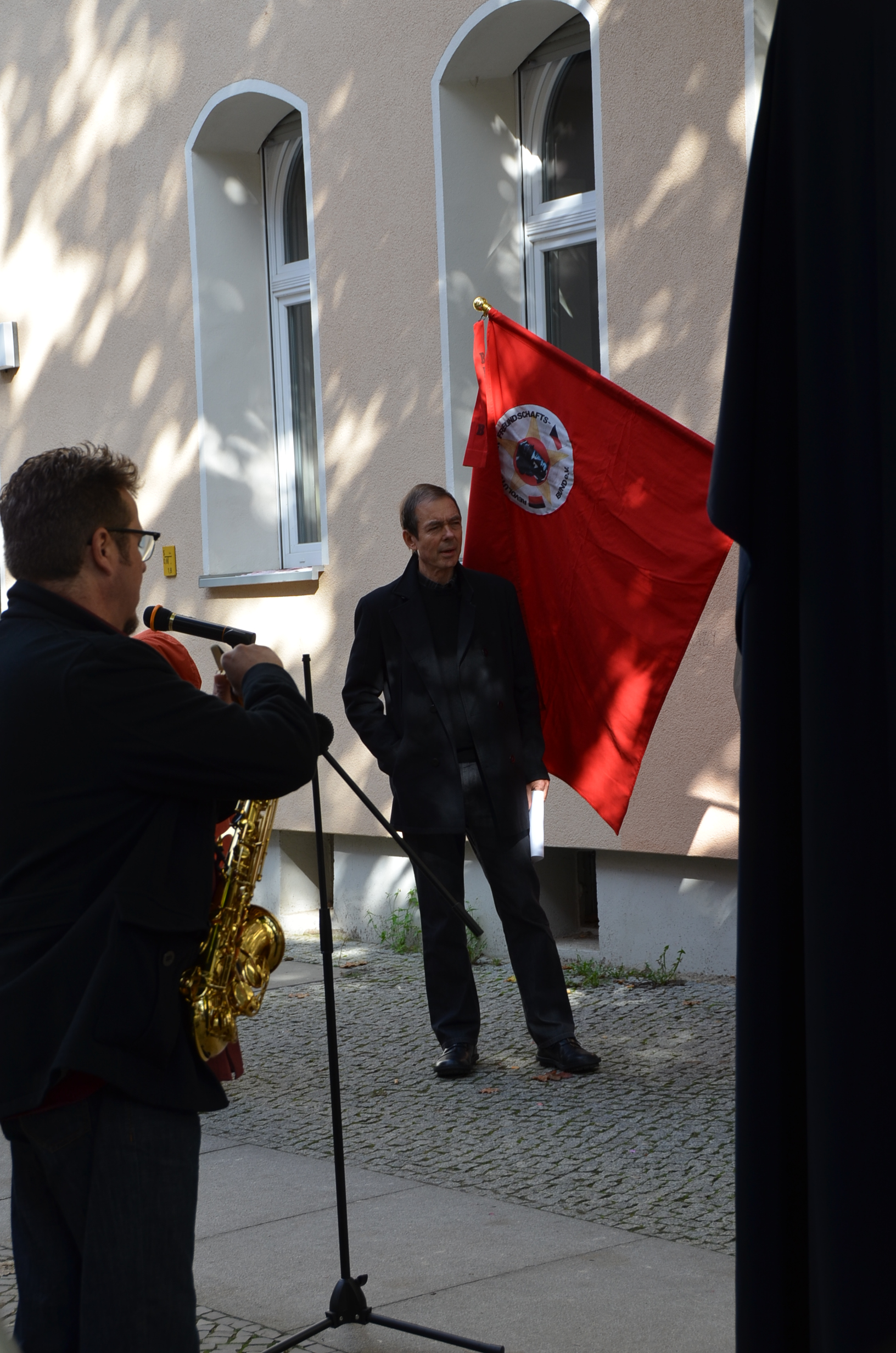
Coppi bei der Einweihung einer Stele zur Erinnerung an Felix und Käthe Tucholla, 2013

Hans Coppi (* 27. November 1942 in Berlin) ist ein deutscher Historiker. Er ist der Sohn der Widerstandskämpfer Hans Coppi und Hilde Coppi.

## Leben
Hans Coppi wurde im Berliner Frauengefängnis Barnimstraße geboren. Seine Eltern Hans und Hilde Coppi wurden wegen ihrer Mitarbeit in der Widerstandsgruppe „Rote Kapelle“ von den Nationalsozialisten ermordet. Er wuchs bei seinen Großeltern Robert und Frieda Coppi auf.
Nach seinem Ökonomie-Studium war Coppi im Außenhandelsbetrieb Werkzeugmaschinen und Werkzeuge (WMW) der DDR als Direktor und einige Jahre als Parteisekretär der SED tätig. Von 1984 bis 1987 war er Mitarbeiter in der SED-Bezirksleitung Ost-Berlin. Nach einem einjährigen Studium in Moskau ging er zur Forschungsstelle Harnack/Schulze-Boysen an der Akademie der Wissenschaften der DDR. 1992 promovierte er an der TU Berlin mit einer biographischen Studie zu Harro Schulze-Boysen. Von 1990 bis 1994 war er wissenschaftlicher Mitarbeiter der Gedenkstätte Deutscher Widerstand. 1997–2002 war er Projektleiter in der Gedenkstätte Sachsenhausen zur elektronischen Erschließung archivalischer Quellen des KZ Sachsenhausen. Seit 2003 ist er freier Mitarbeiter der Gedenkstätte Deutscher Widerstand.
Von 2004 bis 2017 war Coppi Vorsitzender der Berliner Vereinigung der Verfolgten des Naziregimes – Bund der Antifaschistinnen und Antifaschisten (VVN-BdA), seit 2017 ist er Ehrenvorsitzender.
Coppi ist mit der Galeristin Helle Coppi verheiratet. 
Er hat drei Töchter und lebt in Berlin-Mitte.
Coppi beteiligte sich im Februar 2024 an einer gemeinsamen Erklärung von 286 Nachfahren der Widerstandskämpfer gegen das NS-Regime und rief dazu auf, „aus der Geschichte zu lernen und die Demokratie zu stärken“.

## Auszeichnung
- 2013: Honorable Mention Award der International Labor History Association[2] für das gemeinsam mit dem Berliner Politikwissenschaftler Stefan Heinz herausgegebene Buch Der vergessene Widerstand der Arbeiter.

## Publikationen
- Der  „Gegner“-Kreis im Jahre 1932, 33. Ein Kapitel aus der Vorgeschichte des Widerstandes. Tagung vom 4.–6. Mai 1990. Mit Jürgen Danyel. Evangelische Akademie zu Berlin, Berlin 1990, DNB 910965706.
- Die „Rote Kapelle“ im Spannungsfeld von Widerstand und nachrichtendienstlicher Tätigkeit. Der Trepper-Report vom Juni 1943. In: Vierteljahrshefte für Zeitgeschichte. 44. Jahrgang, Heft 3, Juli 1996, S. 431–459 (Digitalisiert beim Institut für Zeitgeschichte München-Berlin [PDF; 7,1 MB; abgerufen am 7. Januar 2024]).
- Harro Schulze-Boysen – Wege in den Widerstand. Eine biographische Studie. Vorwort von Hans Jungk. Fölbach Medienservice, Koblenz 1993, ISBN 3-923532-20-2.
- Dieser Tod paßt zu mir. Harro Schulze-Boysen – Grenzgänger im Widerstand. Briefe 1915–1942. Als Herausgeber zusammen mit Geertje Andresen. Aufbau Verlag, Berlin 1999, ISBN 3-351-02493-2.
- Aufbruch. Dokumentation einer Zeitschrift zwischen den Fronten. Als Herausgeber. Mit Vorworten von Peter Steinbach und Susanne Römer. Fölbach Medienservice, Koblenz 2001, ISBN 3-923532-70-9.
- Elektronische Erschließung archivalischer Quellen in Gedenkstätten. Beiträge des internationalen Workshops in der Gedenkstätte und dem Museum Sachsenhausen am 23./24. März 2001. Als Herausgeber zusammen mit Winfried Meyer und Iris Schwarz. Lit Verlag, Münster/Hamburg/London 2002, ISBN 3-8258-6231-3.
- Libertas Schulze-Boysen und die Rote Kapelle (Begleitheft zur Ausstellung. Eine Ausstellung der Gedenkstätte Deutscher Widerstand Berlin auf Schloss & Gut Liebenberg). Gedenkstätte Deutscher Widerstand, Berlin 2004, ISBN 3-926082-18-6.
- Die Rote Kapelle im Widerstand gegen den Nationalsozialismus. Als Herausgeber zusammen mit Johannes Tuchel. Edition Hentrich, Berlin 1994, ISBN 3-89468-110-1.
- Der zweite Sonntag im September. Gedenken und Erinnern an die Opfer des Faschismus - Zur Geschichte des OdF-Tages (Begleitpublikation zur Ausstellung). Mit Nicole Warmbold. Geleitwort von Kurt Julius Goldstein. VVN-BdA, Berlin 2006, ISBN 3-00-019609-9.
- 60 Jahre Vereinigung der Vereinigung der Verfolgten des Naziregimes. Lesebuch zu Geschichte und Gegenwart der VVN. Als Herausgeber zusammen mit Nicole Warmbold. VVN-BdA, Berlin 2007, ISBN 978-3-00-021280-2.
- Der vergessene Widerstand der Arbeiter. Gewerkschafter, Kommunisten, Sozialdemokraten, Trotzkisten, Anarchisten und Zwangsarbeiter. Als Herausgeber zusammen mit Stefan Heinz. Karl Dietz Verlag, Berlin 2011, ISBN 978-3-320-02264-8.
- Sowjetische Kriegsgefangene im Konzentrationslager Sachsenhausen. In: Jahrbuch für Forschungen zur Geschichte der Arbeiterbewegung. Heft 2003/I, S. 23–41 (Digital bei der Friedrich-Ebert-Stiftung [PDF; 1,9 MB; abgerufen am 7. Januar 2024]).
- Ilse Stöbe: wieder im Amt. Eine Widerstandskämpferin in der Wilhelmstraße. Zusammen mit Sabine Kebir. Mit einem Vorwort von Johanna Bussemer und Wolfgang Gehrcke. VSA: Verlag, Hamburg 2013, ISBN 978-3-89965-569-8 (Digital bei der Rosa-Luxemburg-Stiftung [PDF; 1,5 MB; abgerufen am 7. Januar 2024]).
- Familie Schneidratus. „Aus dem Leben geschleudert“ – die Architekten Oswald und Werner Schneidratus. In: „Ich kam als Gast in euer Land gereist ...“. Deutsche Hitlergegner als Opfer des Stalinterrors. Familienschicksale 1933–1956 (Katalog zur Ausstellung). Lucas-Verlag, Berlin 2013, ISBN 978-3-86732-177-8, S. 150–163.
- Das Konzentrationslager und Zuchthaus Sonnenburg. Als Herausgeber zusammen mit Kamil Majchrzak. Metropol Verlag, Berlin 2015, ISBN 978-3-86331-227-5.
- Nachkommen der Verfolgten des Naziregimes, von Exil und Widerstand melden sich zu Wort. Als Herausgeber zusammen mit Mathias Wörsching und Marco Pompe. VVN-BdA, Berlin 2019, OCLC 1158213422.

## Film
- Er war zusammen mit Inga Wolfram und Helge Trimpert  beteiligt an dem Film: Verlorenes Leben. Hans Coppi und der letzte Agent der „Roten Kapelle“. Filmdokumentation, BRD 1996, 60 Min[3]
- Der Regisseur Andreas Dresen inszenierte den Spielfilm In Liebe, Eure Hilde, in dem das Leben von Hilde Coppi und ihrer Familie ab dem Sommer 1942 dargestellt wird. Hans Coppi jr. spricht in dem Film ein Schlusswort.[4][5]